# Hegedűs a háztetőn (film)
A Hegedűs a háztetőn (eredeti cím: Fiddler on the Roof) 1971-ben bemutatott Oscar-díjas amerikai zenés film Norman Jewison rendezésében. A Sólem Aléchem Tóbiás, a tejesember című regénye alapján 1964-ben New Yorkban bemutatott, majd világszerte nagy sikerrel játszott, azonos című musical filmváltozata.

## Előzményei
Az 1960-as évek végére a musicalnek nagy sikere volt szerte a világ színpadain, ezért 1969-ben Norman Jewison felkérést kapott a musical megfilmesítésére. A főszereplőt, Tevjét alakító színész kiválasztásakor a rendező hazardírozott, amikor választása a londoni színpadokon a címszerepet játszó, izraeli Hajím Topólra esett, szemben a musicalt világhírnévre vivő Zero Mostellel. A külső helyszíni felvételeket javarészt Horvátországban – Mala Goricában és Lekenikben – forgatták, a stúdiófelvételekre a buckinghamshire-i Pinewood stúdiókban került sor.
A film a legjobb film és férfi főszereplő Golden Globe-díját nyerte el 1972-ben. A 44. Oscar-gálán három Oscar-díjat nyert el: a legjobb operatőri, filmzeneszerzői és hangmérnöki munkának járót, de további öt kategóriában nevezték az alkotógárdát (legjobb film, férfi főszereplő, férfi mellékszereplő, látványtervező, rendező).

## Történet
A 20. század első évtizedében játszódó történet az akkori Orosz Birodalom nyugati részén, a mai Ukrajna területén, egy zsidók, ukránok és oroszok lakta fiktív faluban, Anatevkán játszódik. A főszereplő, Tevje, a szegény tejesember  és asszonya, Golde tradicionális világot képviselnek, amelyben a férfi, az apa szava a döntő, s az értékrendet e hagyományos családeszmény, a zsidó közösség és vallás előírásai határozzák meg.
Tevjének azonban van öt leánya, akik már a modern, 20. századi világot személyesítik meg, amelyben a személyes érzelmek előbbre valóak a tradicionális-vallási eszméknél. Tevje a házasságközvetítő Jente segítségével igyekszik kiházasítani idősebb leányait, ám azzal kell szembesülnie, hogy azok ellenszegülnek a szülői akaratnak. Szüleik generációjával szembemenve, a feléjük áradó megvetés és kiközösítésük árán is, vágyaiknak megfelelően veszik kezükbe életük irányítását. A legidősebb lány, Cejtel egy szegény szabóhoz, Mótelhez megy nőül, noha apja a gazdag, de idős mészárosnak, Lazar Wolfnak ígérte a kezét. A kisebb nővérek hasonlóan öntörvényű döntései feldúlják a szülőket, s hagyományaikkal, zsidóságukkal való számadásra ösztönzik őket. A családi fészket előbb Hódel hagyja el, aki egy kijevi értelmiségi, marxista zsidóval, Percsikkel köti össze életét. Tevje összeomlását a harmadik lány, Hává döntése idézi elő, aki egyáltalán nem zsidóval, hanem egy orosz legénnyel, Fegykával házasodik össze. Tevje a két idősebbik lány választottjait nagy nehezen elfogadja, de Hává döntését elfogadhatatlannak tartja, ezért hirtelen kitagadja lányát, ám mikor távoznak, Isten áldását kéri a házasokra.
Mindeközben a helyi zsidó közösségnek szembe kell néznie a történelemmel is: a mind erőteljesebb antiszemitizmussal, a népük ellen irányuló megmozdulásokkal, pogromokkal és végül azzal, hogy vagyonukat hátrahagyva el kell hagyniuk őseik földjét, Anatevkát.

## Szereplők
| Szereplő      | Színész             | Magyar hang        | Magyar hang        |
| Szereplő      | Színész             | 1. szinkron (1990) | 2. szinkron (2010) |
| ------------- | ------------------- | ------------------ | ------------------ |
| Tevje         | Hajím Topól         | Bessenyei Ferenc   | Barbinek Péter     |
| Golde         | Norma Crane         | Menszátor Magdolna | Hámori Eszter      |
| Motel Kamzoil | Leonard Frey        | Márton András      | Kisfalusi Lehel    |
| Yente         | Molly Picon         | Sándor Böske       | Sáfár Anikó        |
| Lazar Wolf    | Paul Mann           | Áts Gyula          | ?                  |
| Tzeitel       | Rosalind Harris     | Détár Enikő        | ?                  |
| Hodel         | Michele Marsh       | Kökényessy Ági     | ?                  |
| Chava         | Neva Small          | Murányi Tünde      | ?                  |
| Perchik       | Paul Michael Glaser | Székhelyi József   | ?                  |
| Fyedka        | Ray Lovelock        | Pusztaszeri Kornél | ?                  |
| Rabbi         | Zvee Scooler        | Komlós András      | ?                  |
| Shprintze     | Elaine Edwards      | ?                  | ?                  |
| Bielke        | Candy Bonstein      | ?                  | ?                  |
| Mordcha       | Shimen Ruskin       | ?                  | ?                  |
| Konstábler    | Louis Zorich        | ?                  | ?                  |
| Avram         | Alfie Scopp         | ?                  | ?                  |
| Nachum        | Howard Goorney      | ?                  | ?                  |
| Mendel        | Barry Dennen        | ?                  | ?                  |

## Betétdalok
| #   | Cím                                                       | Hossz |
| --- | --------------------------------------------------------- | ----- |
| 1.  | Tradition (Tevje)                                         |       |
| 2.  | Matchmaker, Matchmaker (Cejtel, Hódel, Hává)              |       |
| 3.  | If I Were a Rich Man (Tevje)                              |       |
| 4.  | Sabbath Prayer (Tevje, Golde)                             |       |
| 5.  | To Life (Tevje, Lazar Wolf)                               |       |
| 6.  | Tevye’s Monologue (Tevje)                                 |       |
| 7.  | Miracle of Miracles (Mótel, Cejtel)                       |       |
| 8.  | Tevye’s Dream (Tevje, Golde, Cejtel nagymama, Fruma Sára) |       |
| 9.  | Sunrise, Sunset (Tevje, Golde, Percsik, Hódel)            |       |
| 10. | The Bottle Dance (instrumentális)                         |       |
| 11. | Now I Have Everything (Percsik, Hódel)                    |       |
| 12. | Tevye’s Rebuttal (Tevje)                                  |       |
| 13. | Do You Love Me? (Tevje, Golde)                            |       |
| 14. | The Rumor (Jente, Avram)                                  |       |
| 15. | Far From the Home I Love (Hódel)                          |       |
| 16. | Yente (Jente)                                             |       |
| 17. | Chava Sequence (Tevje)                                    |       |
| 18. | Anatevka (kórus)                                          |       |